# Battaglia di Wizna
La battaglia di Wizna fu combattuta tra il 7 e il 10 Settembre del 1939, tra le forze contrapposte del Terzo Reich e della Polonia, durante le fasi iniziali della seconda guerra mondiale. Secondo lo storico polacco Leszek Moczulski, tra i 350 e i 720 soldati polacchi mantennero le loro posizioni fortificate contro oltre 40 000 tedeschi. Benché la sconfitta fosse inevitabile, i polacchi bloccarono l'avanzata della Wehrmacht per tre giorni, posponendo l'accerchiamento del Gruppo operativo indipendente "Narew", impegnato in combattimento nei dintorni. Il terzo giorno i carri armati tedeschi sfondarono la linea polacca e eliminarono i bunker uno per uno. L'ultimo bunker si arrese intorno a mezzogiorno del 10 Settembre.
Dal momento che questa battaglia avvenne in circostanze simili (un numero esiguo di soldati che si contrappone ad un soverchiante numero di nemici, difendendo posizioni fortificate con grande spirito di sacrificio e protraendo lo scontro fino al proprio annientamento), Wizna viene sovente paragonata alla battaglia delle Termopili, in particolare nella cultura di massa polacca. Uno dei simboli della battaglia fu il capitano Władysław Raginis, ufficiale in comando delle forze polacche, il quale giurò di mantenere la sua posizione fino a che avrebbe avuto fiato in corpo. Quando gli ultimi due bunker sotto il suo comando terminarono tutte le munizioni, egli ordinò ai suoi uomini di arrendersi e si suicidò.

### Contesto

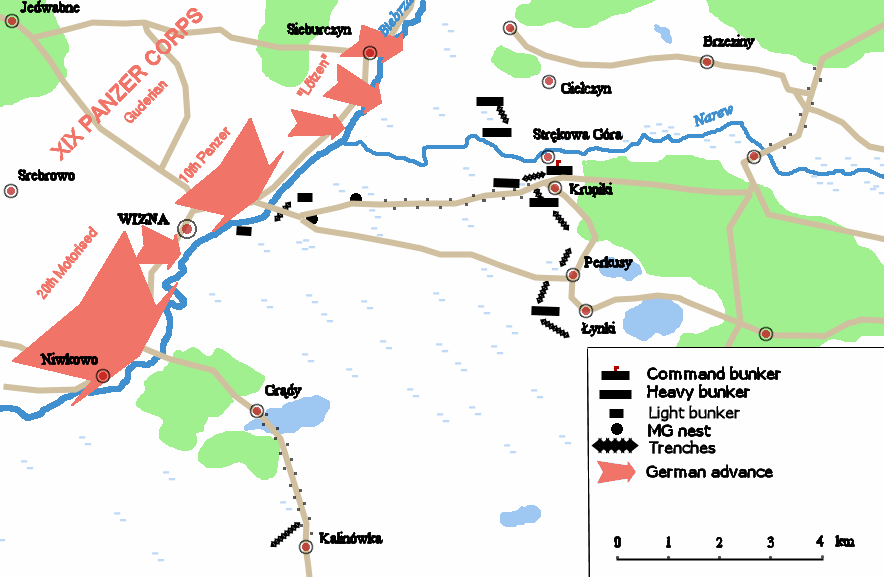
Lo Schieramento prima della battaglia.

## Storia

### Schieramenti
La linea difensiva polacca era inizialmente sostenuta da un solo battaglione del 71º reggimento di fanteria, comandato dal maggiore Jakub Fober. Tuttavia poco dopo lo scoppio della seconda guerra mondiale, essa venne rafforzata da alcuni distaccamenti di varia entità ed una compagnia di mitraglieri provenienti dalla Fortezza di Osowiec, comandate dal sopracitato capitano Władysław Raginis. Il 2 settembre il Battaglione di fanteria comandato dal maggiore Fober ripiegò verso la fortezza di Osowiec, e il comando passò al capitano Raginis. Rimasero a difendere le posizioni 720 uomini, 20 ufficiali e 700 tra soldati e sottoufficiali, anche se alcune fonti sostengono che il numero delle unità polacche non fosse superiore alle 360 unità.
L'8 settembre il generale Heinz Guderian, comandante del XIX Panzer Corps, ricevette l'ordine di avanzare verso Brèst, attraversando Wizna. Le sue truppe si unirono alla Decima divisione corazzata ed alla brigata "Lötzen", che erano già presenti nell'area. Le sue forze constatavano di 1200 ufficiali e 41,000 soldati e sottufficiali, equipaggiati con oltre 350 carri armati, 108 obici, 58 pezzi d'artiglieria, 195 cannoni anticarro, 108 mortai, 188 lanciagranate, 288 mitragliatrici pesanti e 689 leggere. Tutto considerato, le sue forze soverchiavano i difensori in un rapporto di 60 a 1.

## Cultura di massa
La canzone  40:1 del gruppo Power Metal Sabaton è ispirata a questa battaglia.